# Alice Prausnitz
Louise Eryphylie Alice Prausnitz (* 26. März 1906 in Curepipe auf Mauritius; † 1996 in Plön, Schleswig-Holstein) war eine deutsche Juristin und Frauenrechtlerin sowie die erste Landgerichtsdirektorin der Nachkriegszeit. Sie engagierte sich vor allem in den Bereichen Familienrecht und der rechtlichen Stellung der Frau im Beamtentum und Juristinnenberuf.

## Leben

### Kindheit und Jugend
Alice Prausnitz wurde als das Älteste von sechs Kindern auf Mauritius geboren. Der Vater arbeitete als Kaufmann und war auf Mauritius für eine deutsche Firma tätig. Die Jugend von Prausnitz zeichnete sich durch häufige Ortswechsel aus. Sie besuchte das Lyzeum in Berlin und anschließend die realgymnasiale städtische Studienanstalt in Dortmund. Dort absolvierte sie im Jahr 1926 das Abitur.

### Studium
Nach dem Erlangen des Abiturs studierte Prausnitz in Hamburg, Genf, München und Göttingen Rechtswissenschaft und Staatswissenschaften. Ihr Referendariat absolvierte sie ihn Bad Oldesloe, Altona und Kiel. In Kiel bestand sie 1929 ihr erstes Staatsexamen. Im Jahr 1933 legte sie ihr zweites juristisches Staatsexamen in Berlin erfolgreich ab, allerdings wurde ihr die Ernennung zur Assessorin aufgrund ihres Geschlechts sowie ihrer jüdischen Herkunft verweigert. Sie wurde aus dem Justizdienst entlassen.

### NS-Zeit
Nach einer längeren Arbeitslosigkeit zog Prausnitz im Jahr 1936 mit ihrer Familie nach Leipzig. Ihr Vater war entlassen worden und hatte ein Aufenthaltsverbot für die Städte Lübeck, Hamburg und Berlin erhalten. Prausnitz äußerte sich privat kritisch gegenüber dem Nationalsozialismus. Sie und ihre Schwester verbrachten einen Tag in der Frauenhaftanstalt Lübeck, da sie von der Gestapo inhaftiert und eines Verstoßes gegen das Heimtückegesetz beschuldigt wurden. Dieses Verfahren wurde jedoch eingestellt. Ab 1939 arbeitete sie als kaufmännische Angestellte in einer Papiergroßhandlung und später im Insel-Verlag. Von 1944 bis zum Ende des Zweiten Weltkriegs arbeitete Prausnitz als Dienstverpflichtete in einer Wollspinnerei.
Aufgrund weiterer Repressalien gegen die Familie siedelte der Vater 1939 nach Südafrika über. Im Jahr 1945 folgte ihm der Rest der Familie. Lediglich Alice Prausnitz blieb in Deutschland.

### Nachkriegszeit
Nach dem Ende des Zweiten Weltkrieges wurde Alice Prausnitz von der amerikanischen Besatzung als Rechtsanwältin vereidigt. Von da an war sie als Rechtsanwältin und ab 1948 zusätzlich als Notarin in Leipzig tätig. Wegen verstärkter Überwachung und Repressalien, aufgrund ihrer Auflehnung gegen das politische System der DDR, zog Prausnitz 1951 nach Hamburg. Im Jahr 1952 wurde sie dort rückwirkend zur Landgerichtsrätin ernannt. Außerdem erhielt sie als Wiedergutmachung für die Schikanen der Nationalsozialisten eine Entschädigung in Höhe von 14.000 DM.
Im Jahr 1960 wurde sie zur ersten Landgerichtsdirektorin der Nachkriegszeit ernannt. Von 1960 bis zu ihrer Pensionierung 1974 leitete sie eine Wiedergutmachungskammer.

### Pensionierung
Nach ihrer Pensionierung zog Prausnitz nach Plön, wo sie 1996 im Alter von 90 Jahren verstarb. Auch nach Eintritt ihres Ruhestandes blieb sie hinsichtlich ihrer Aktivitäten für das Frauenrecht tatkräftig.

## Frauenpolitisches Engagement
Den Anstoß für Prausnitz frauenpolitisches Engagement gab ein Gespräch mit Camilla Jellinek. 1946 wurde sie Mitglied der SPD und später der SED. In diesem Rahmen setzte sie sich vor allem für das Mitwirken der Frauen im öffentlichen, politischen und staatsbürgerlichen Leben ein. Außerdem unterrichtete sie an der Fachschule für soziale Berufe Gegenwarts- und Rechtskunde. In der DDR konnte sie ihre Arbeit im Sinne der feministischen Bewegung nicht lange fortsetzen. Nach ihrem Umzug in die BRD engagierte sie sich im Arbeiterkreis sozialdemokratischer Frauen. Des Weiteren war sie für den Deutschen Juristinnenbund, den Deutschen Frauenring und die Arbeitsgemeinschaft Hamburger Frauenorganisationen tätig. Ab 1948 war sie außerdem aktiv in der gegründeten Vereinigung weiblicher Juristen und Volkswirte e.V. Von 1952 bis 1956 engagierte sie sich als Beisitzerin im Bundesvorstand für die Themenbereiche Familienrecht und die rechtliche Stellung der Frau im Beamtentum und im Juristenberuf.
Nach ihrer Pensionierung engagierte Alice Prausnitz sich in der Plöner Gruppe des Deutschen Frauenrings und vertrat weiterhin den Hamburger Landesverband in der Juristischen Kommission. Außerdem widmete sie sich der Geschichte der Frauen im Rechtsberuf. Für die Broschüre des Deutschen Juristinnenbundes e.V. dokumentierte sie 1984 die Entwicklungen des Juristinnenberufs ab 1900 bis in die aktuelle Zeit.

## Ehrungen
Für ihr Engagement im Landesverband Hamburg des Deutschen Frauenrings e.V. wurde Prausnitz 1986 die Ehrennadel des Verein verliehen. In Plön wurde der Alice-Prausnitz-Weg nach ihr benannt.

## Schriften
- Alice Prausnitz: Juristinnen und Juristinnenbund in der historischen Entwicklung. In: Deutscher Juristinnenbund (Hg.) Juristinnen in Deutschland. Eine Dokumentation (1900–1984), München 1984.
- Gert Nicolaysen: Schicksal jüdischer Juristen in Hamburg im Dritten Reich: Niederschrift einer Podiumsdiskussion mit Wissenschaftlern und Zeitzeugen sowie eines Vortrages von Gert Nicolaysen über die Rechtsfakultät der Universität Hamburg, 1933, Hamburg 1985.